# Rubus particularis
Rubus particularis är en rosväxtart som beskrevs av Liberty Hyde Bailey. Rubus particularis ingår i släktet rubusar, och familjen rosväxter. Inga underarter finns listade i Catalogue of Life.